# Béroul
Béroul (auch Berol; um 1180) war ein altfranzösischer Dichter.
Sein Name verbindet sich mit einer der ersten erhaltenen Bearbeitungen des Tristan-und-Isolde-Stoffes, der wiederum aus der walisisch-schottisch-britannischen Sagenwelt stammt, aus der sogenannten matière de Bretagne, aus der in der zweiten Hälfte des 12. Jahrhunderts viele Stoffe und Motive in die französische Literatur eingeflossen sind.

## Überlieferung
Wohl in den 1170er Jahren entstanden die beiden ältesten, allerdings nur unvollständig überlieferten romanartigen Versionen des Stoffes: die des sonst unbekannten höfischen Autors Thomas d’Angleterre und die des Spielmannes Béroul.
Ein vielleicht um 1160 von Chrétien de Troyes verfasster Tristan-Roman ist verloren, die Tristan-Isolde-Novelle von Marie de France datiert ebenfalls von ca. 1170. Sowohl Thomas als auch Béroul griffen offensichtlich auf ältere, etwas unterschiedliche Texte zurück.
Thomas schrieb sein Werk ca. 1172–1175 für den englischen Hof. Insgesamt sind in fünf Handschriften acht Fragmente mit zusammen gut 3000 Versen aus dem letzten Drittel der Handlung erhalten (Tristans Heirat mit der nur als Ersatz betrachteten namensgleichen Isolde Weißhand, einige weitere Abenteuer Tristans und sein tragisches Ende).
Von Béroul ist nur wenig bekannt. Seinen Namen kennen wir aus zwei Erwähnungen im Manuskript. Möglicherweise hat er es für seinen Herren Richard de Lucy, dem Justiciar von Heinrich II., verfasst, der 1179 starb.
Bérouls Roman, der somit wohl gegen 1180 entstand, ist in einer einzigen Handschrift mit 4485 achtsilbige Couplets überliefert, enthaltend einen Teil des Mittelstücks. Das Manuskript stammt aus der 2. Hälfte des 13. Jahrhunderts.
Die Gesamthandlung des Thomasschen Romans kennen wir dank einer kompletten altnordischen Prosa-Übertragung von ca. 1225 und dank des unvollendet gebliebenen Tristan von Gottfried von Straßburg (gegen 1210). Dem Werk Bérouls dagegen entspricht inhaltlich weitgehend, ohne eine direkte Übertragung oder Bearbeitung zu sein, der vollständig erhaltene Tristan von Eilhart von Oberg (ca. 1180).
In Frankreich kompilierte um 1230–1235 ein unbekannter Autor (oder mehrere Autoren?) aus verschiedenen Versionen den sogenannten Tristan en prose, einen sehr umfänglichen Prosaroman, der bis ins 16. Jh. hinein gelesen wurde. Das in zahlreichen Handschriften und leicht divergierenden Versionen überlieferte Werk verbindet den Tristan-Stoff mit anderen Stoffen, vor allem dem König-Artus-Stoff und macht Tristan zum sangeskundigen Ritter der Tafelrunde.

## Handlung

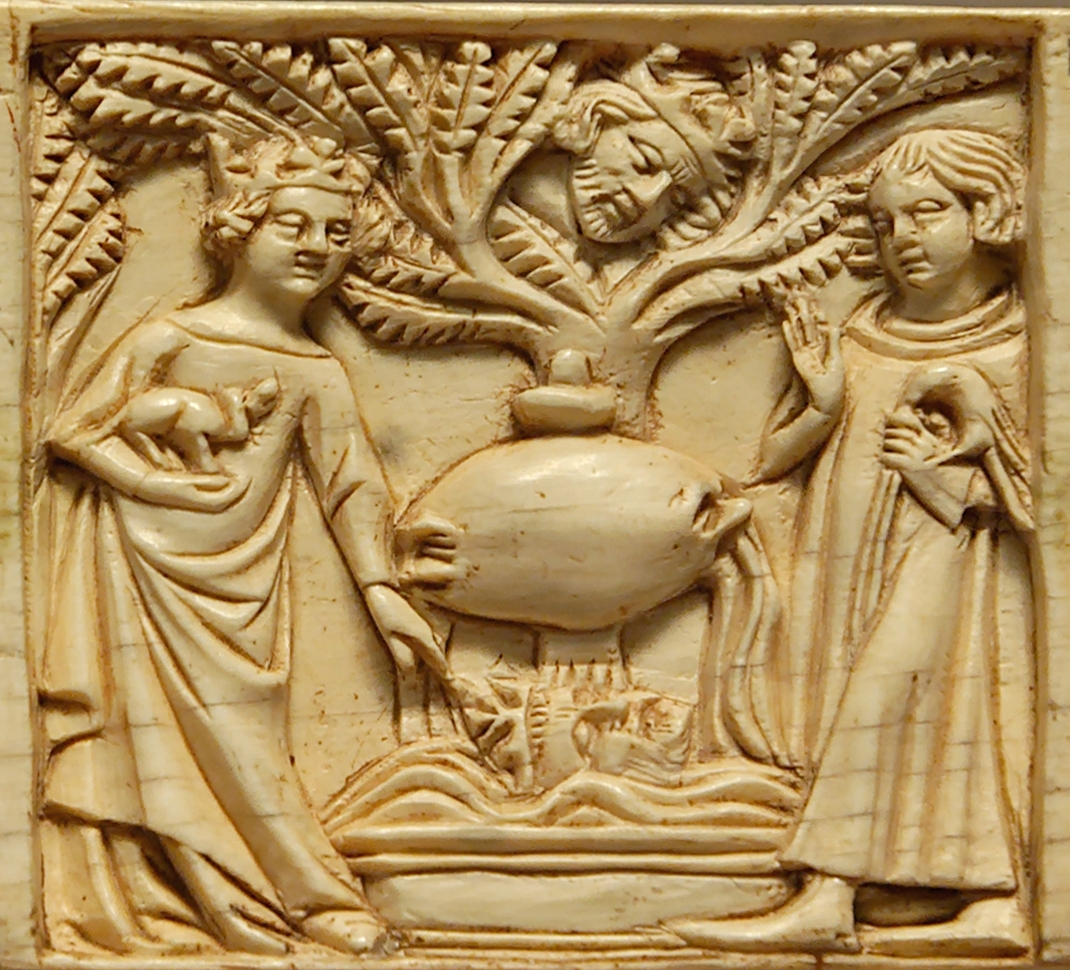
Tristan und Yseut im Garten, im Baum der eifersüchtige König Marc (Elfenbeinschnitzerei des 14. Jhdts.)

Die Handlung des überlieferten Teils beginnt an dem Punkt, an dem sich die Liebenden Tristan und Yseut (Isolde) in einer mondhellen Nacht treffen und dabei von König Marc beobachtet werden. Sie bemerken jedoch den Lauscher an dem Schatten, den er im Mondlicht wirft, und unterhalten sich daher nur über Unverfängliches. Später jedoch werden sie von König Marc und drei intriganten Baronen ertappt und der Ehebruch wird anhand von Blutflecken auf dem Bett Tristans und dem von Yseut bewiesen. Beide werden zum Tod auf dem Scheiterhaufen verurteilt. Auf dem Weg zum Scheiterhaufen gelingt es Tristan zu entkommen. Nun soll Yseut lebendig verbrannt werden, der Aussätzige Yvain schlägt König Marc jedoch vor, Yseut ihm und seinen leprakranken Genossen als Lustsklavin auszuliefern, dies sei eine härtere Strafe als der Scheiterhaufen für die stolze Yseut. Marc leuchtet das ein.
Sobald Tristan davon hört, eilt er, die Geliebte aus den Klauen der Aussätzigen zu befreien, was ihm auch gelingt. Fortan lebt das Paar traut aber ärmlich zusammen in einer elenden Hütte im Wald von Morrois. Dort entdeckt sie Marc eines Tages. Die beiden schlafen und zwischen ihnen liegt ein Schwert, was Marc nun auf einmal von ihrer Keuschheit überzeugt. Als die beiden erkennen, das man sie entdeckt hat, Marc sie aber nicht töten will, bitten sie ihn, die Rückkehr an seinen Hof zu erlauben. Inzwischen hat nach 3 Jahren auch die Wirkung des Liebestranks nachgelassen. Tristan muss in die Verbannung, Yseut aber wird die Rückkehr gestattet. Zuvor aber will Marc Yseut dazu zwingen, einen Eid auf ihre Treue zu schwören. Da erscheint der als Aussätziger verkleidete Tristan und entführt sie, woraufhin Yseut wahrheitsgemäß schwören kann, niemand als der König und dieser Aussätzige habe je zwischen ihren Schenkeln gelegen. Marc muss sich mit diesem Schwur zufriedengeben. Die drei intriganten Barone aber geben sich nicht zufrieden und versuchen weiter, Tristan in eine Falle zu locken, worauf sie von Tristan getötet werden. Hier bricht der Text ab.

## Ausgaben
- Tristan et Yseut: les premières versions européennes. Hrsg. von Ch. Marchello-Nizia. Gallimard, Paris 1995.
- Roman de Tristan. Übersetzt von Norris Lacy. The Garland Library of Medieval Literature 36. Garland, New York 1989.